# The Elder Brother (film 1914)
The Elder Brother è un cortometraggio muto del 1914. Il nome del regista non viene riportato.

## Trama
Due fratelli si innamorano della stessa ragazza, entrando così in competizione tra loro. I risultati saranno disastrosi.

## Produzione
Il film fu prodotto dalla Essanay Film Manufacturing Company.

## Distribuzione
Distribuito dalla General Film Company, il film - un cortometraggio di due bobine - uscì nelle sale cinematografiche USA il 5 giugno 1914. Ne venne fatta una riedizione che fu distribuita il 18 aprile 1918.